# 決定盤!フォーク&カントリー名曲集
『決定盤！フォーク＆カントリー名曲集』は、オムニバス・アルバム。
ジミー時田、オールスターズ・レオン、マウンテン・プレイボーイズ、ライムライツ、エディ稲垣、原田実とワゴン・エースが参加した。

## 収録曲
Disk 1 (フォーク編)
- Side 1
  1. 花はどこへいった - Where Have All the Flowers Gone
  2. ドンナ・ドンナ - Donna Donna
  3. わが祖国 - This Land is Your Land
  4. 漕げよマイケル - Michael Row the Boat Ashore
  5. 朝日のあたる家 - The House of the Rising Sun
  6. トム・ドゥリー - Tom Dooley
- Side 2
  1. パフ - Puff
  2. 虹とともに消えた恋 - Gone the Rainbow
  3. 風に吹かれて - Blowin' in the Wind
  4. 500マイル - 500 Miles
  5. グリーンスリーブス - Greensleeves
  6. 七つの仙水 - Seven Daffodils

Disk 2 (カントリー編)
- Side 1
  1. テネシー・ワルツ - Tennessee Waltz
  2. 北風 - North Wind
  3. ジャニー・ギター - Johnny Guitar
  4. 思い出のグリーン・グラス - Green, Green Grass of Home
  5. 知りたくないの - I Really Don't Want to Know
  6. ユー・ア―・マイ・サンシャイン - You Are My Sunshine
- Side 2
  1. リリース・ミー - Release Me
  2. コットン・フィールズ - Cotton Fields
  3. ユア・チーティン・ハート - Your Cheating' Heart
  4. ホンキー・トンク・マン - Honky-Tonk Man
  5. 愛さずにはいられない - I Can't Stop Loving You
  6. ジャンバラヤ - Jambalaya

## パーソネル
- ジミー時田とオールスターズ・レオン (1-1-1～5, 2-1-3～6)
  - 赤堀文雄 (編曲: 1-1-1～1-1-5, 2-1-3, 2-1-6)
  - 野口武義 (編曲: 2-1-4～5)
- ジミー時田とマウンテン・プレイボーイズ (1-1-6, 2-1-1～2)
- ライムライツ (1-2)
- エディ稲垣 & 原田実とワゴン・エース (2-2)